# Esmeralda (Schiff, 1954)
Die Esmeralda (Kennung: BE-43) ist ein chilenisches Segelschulschiff.

## Geschichte
Die Esmeralda wurde ursprünglich als Don Juan de Austria im Auftrag der spanischen Marine auf Kiel gelegt. Durch ein Großfeuer auf der Werft wurde das Schiff vollständig zerstört, die Werft war insolvent und die spanische Regierung übernahm die Finanzierung des Wiederaufbaus. Schließlich wurde es für die chilenische Marine als Esmeralda fertig gebaut und 1954 in Dienst gestellt, weil Spanien die angehäuften Schulden für Salpeterlieferungen aus Chile nicht zurückzahlen konnte und dafür Warenlieferungen als Kompensation vorschlug. Das Schiff ist das sechste Schiff der chilenischen Marine dieses Namens. Es unternahm zahlreiche Ausbildungsfahrten (span. „Cruceros de Instrucción“), die es zu Häfen in allen Erdteilen führte. Außerdem nahm die Esmeralda auch an mehreren Großseglerregatten teil.
Sie ist das Schwesterschiff des spanischen Viermasttoppsegelschoners Juan Sebastián de Elcano. Im Unterschied zu diesem, der vier Großgaffelsegel führt, hat die Esmeralda seit 1970 am Fockmast nur Rah- und Stagsegel, kein Schonergaffelsegel mehr, weswegen sie als Viermastbarkentine zu bezeichnen ist, obgleich der Fockmast mit den drei Rahtoppsegeln und dem Breitfock eher an den eines Rahschoners erinnert, der sie einmal war.

## Folterschiff unter Pinochet
Nach dem Militärputsch von 1973 gegen die Regierung von Salvador Allende wurde die Esmeralda unter Diktator Pinochet im Hafen Valparaíso als Folterschiff für Regimegegner verwendet. Später wurde das Schiff von der chilenischen Regierung wieder in Fahrt gebracht. Auf Grund der Verwendung als Gefängnisschiff, auf dem auch gefoltert und getötet wurde, verweigerten zahlreiche Regierungen dem Schiff in der Folge das Befahren ihrer Hoheitsgewässer. Seit dem Ende der Militärdiktatur in Chile ist dieser Boykott gegen die Esmeralda beendet.

## Besondere Schiffsdaten

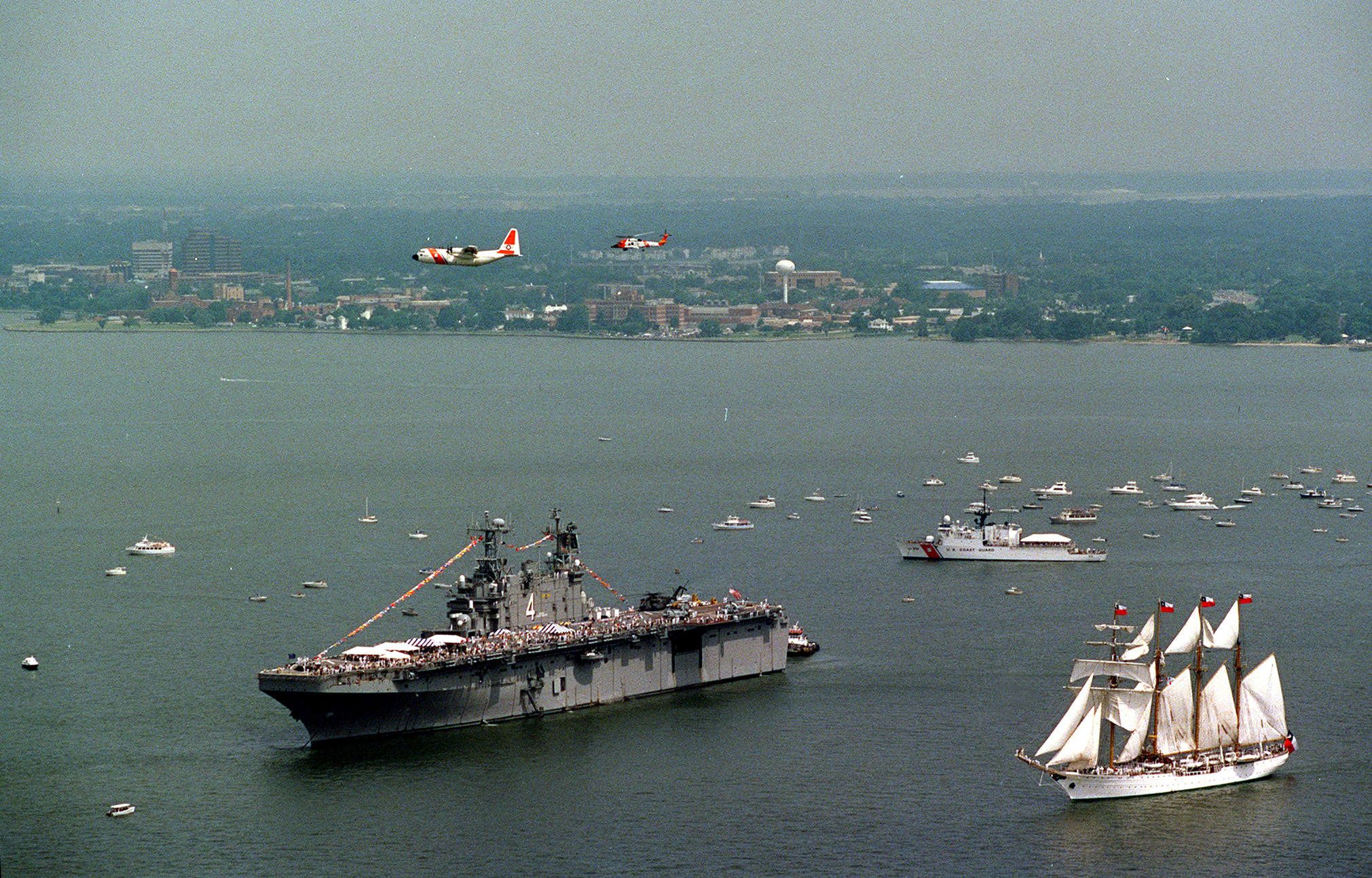
Die Nassau wird von der Esmeralda (vorne rechts) passiert

Die Segelfläche bei 21 Segeln beträgt 2870 Quadratmeter an 4 Masten (6 Vor- (5 Klüver + Vorstengestagsegel), 5 Stag-, 3 Gaffelgroß-, 3 Gaffeltopp-, 4 Rahsegel). Die offizielle Reichweite wird mit 13.000 Seemeilen / 24.076 km bei 8 Knoten (mit Segeln und Maschine) angegeben. An Bord befinden sich vier Geschütze Kaliber 5,70 cm.